# Margaret Hamilton (actriță)
Margaret Brainard Hamilton (n. 9 decembrie 1902, Cleveland, Ohio, SUA – d. 16 mai 1985, Salisbury⁠(d), Connecticut, SUA) a fost o actriță americană cunoscută pentru rolul Vrăjitoarei de la Apus⁠(d) în filmul Vrăjitorul din Oz din 1939 al companiei Metro-Goldwyn-Mayer.

## Cariera

### Vrăjitorul din Oz
În 1939, Hamilton a obținut rolul Vrăjitoarei de la Apus⁠(d) în Vrăjitorul din Oz, cel mai cunoscut rol al carierei sale și unul dintre cei mai memorabile personaje negative ale micului ecran, fiind colegă de platou cu Judy Garland. Hamilton a primit rolul după ce Gale Sondergaard a renunțat din cauza modificărilor aduse personajului și scenelor în care urma să apară.
Pe 23 decembrie 1938, Hamilton a suferit o arsură de gradul II pe față și o arsură de gradul III la mână în timpul filmării scenei în care dispare din Munchkinland⁠(d). Aceasta a fost internată în spital, iar apoi s-a recuperat la domiciliu timp de șase săptămâni după accident. La reîntoarcere, Hamilton a refuzat să mai apară în alte scene în care se utilizează artificiile. După ce s-a însănătoșit, a declarat că „nu-i voi chema în instanță deoarece știu cum merg lucrurile în această industrie și nu voi mai primi vreodată un rol. Mă voi reîntoarce pe platoul de filmare cu o singură condiție - fără artificii!”. Garland a vizitat-o pe Hamilton în timp ce se recupera acasă și a avut grijă de fiul ei. Directorii studioului au eliminat scenele lui Hamilton pe motiv că erau mult prea terifiante, temându-se că îi vor speria prea tare pe copii. Ani mai târziu, aceasta va discuta despre rolul vrăjitoarei într-un mod jovial. În timpul unui interviu, Hamilton declara:
„Aveam nevoie de bani, jucasem în șase lungmetraje pentru MGM la momentul respectiv, iar agentul meu m-a contactat. Mi-a spus „Maggie, vor să joci un rol în Vrăjitorul”. I-am spus „Oh doamne, Vrăjitorul din Oz! Este cartea mea preferată încă de la vârsta de patru ani”. L-am întrebat ce rol și el mi-a spus „Vrăjitoarea”. L-am întrebat uimită „Vrăjitoarea?!”, iar el mi-a răspuns „Da, ce altceva?”.”

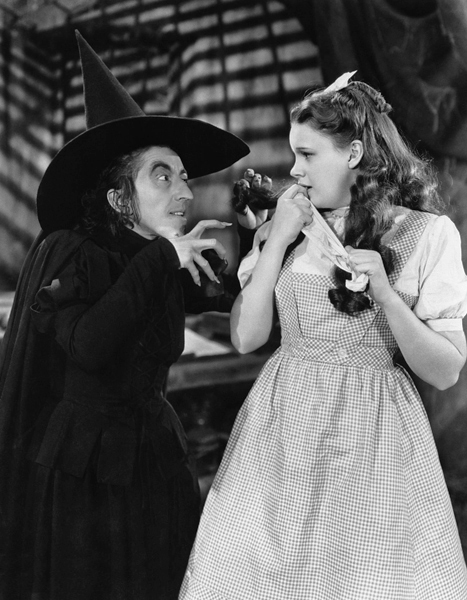
Margaret Hamilton în Vrăjitorul din Oz (1939) alături de Judy Garland

Și dublura lui Hamilton, Betty Danko⁠(d), s-a accidentat pe platourile e filmare pe 11 februarie 1939. Prima apariție a vrăjitoarei în film - în Munchinland - este interpretată de Danko, nu de Hamilton. Aceasta a suferit arsuri grave în timpul segmentului „Predă-te Dorothy!” din Palatul de smarald⁠(d). Danko era așezată pe o țeavă modificată astfel încât să fie identică cu coada de mătură a vrăjitoarei. Aceasta a explodat și Danko și-a petrecut 11 zile în spital. Studioul a angajat o nouă cascadoare, Aline Goodwin, pentru a încheia scena lui Danko.
Când a fost întrebată despre experiențele sale de pe platoul de filmare, Hamilton a declarat că era foarte îngrijorată de faptul că rolul ei terifiant ar putea să le dea copiilor impresia că este malefică. Acesteia îi păsa enorm de mult de copii, donând de nenumărate ori organizațiilor caritabile. A remarcat deseori că copiii obișnuiau să o întrebe de ce s-a comportat atât de urât cu Dorothy. Hamilton a apărut într-un episod al emisiunii pentru copii Cartierul domnului Rogers⁠(d) în 1975 pentru a le explica acestora că a interpretat un rol în film și le-a arătat cum îmbrăcarea unui costum o „transformă” în vrăjitoare. Aceasta a participat și la numeroase evenimente, comentând la un moment dat reacția copiilor față de modul în care o interpretează pe vrăjitoare:
„Aproape întotdeauna îmi cer să râd ca Vrăjitoarea și uneori, când merg la școli, dacă suntem într-un auditoriu, o fac. Și există mereu o reacție amuzantă de genul „Doamne, mai bine n-o rugam”. Sunt speriați. Sunt foarte speriați pe moment, inclusiv adolescenții. Bănuiesc că vor să simtă ce au simțit când au vizionat filmul. Vor să-l audă, dar „nu” vor să-l audă.”
Hamilton a interpretat două roluri în celebrul film: Almira Gulch și Vrăjitoarea de la Apus. Aceasta apare, de asemenea, în rolul vrăjitoare zburătoare în scena tornadei, interpretând-i probabil pe Vrăjitoarea de la Răsărit (rol necreditat). Doar colegul ei de platou Frank Morgan a interpretat mai multe roluri în film. Cei doi nu apar niciodată în aceeași scenă în Vrăjitorul din Oz. Replica lui Hamilton - „Am să te prind, frumușica mea, și pe cățelul tău” - este inclusă pe locul 99 în topul celor mai memorabile citate din filme realizat de Institutul American de Film în baza unui sondaj in 2005. Fiul ei, intervievat pentru ediția DVD din 2005 a filmului, a susținut că mamei sa îi plăcea atât de mult citatul încât o folosea și în viața reală.
La câteva luni după încheierea filmărilor, Hamilton a apărut în Copii in luptă cu viața⁠(d) (1939) în rolul lui Martha, mătușa lui Jeff Steele, o filantropistă care dorește să trimite o gașcă de copii actori - condusă de Mickey Rooney și Judy Garland - la o fermă. În 1945, aceasta a interpretat rolul surorii tiranice a colegului său din Vrăjitorul din Oz, Jack Haley, în George White's Scandals⁠(d). Hamilton și Ray Bolger au făcut parte din distribuția filmului de fantezie din 1966 The Daydreamer⁠(d), ecranizarea unei colecții de povești de Hans Christian Andersen. Câțiva ani mai târziu, cei doi s-au reîntâlnit pe Broadway pentru spectacolul musical Come Summer⁠(d).